# Петер, Янош
Янош Петер (венг. János Péter; 28 октября 1910, Альшоньек, Венгрия — 26 февраля 1999, Будапешт, Венгрия) — венгерский государственный деятель, министр иностранных дел Венгерской Народной Республики (1961—1973).

## Биография
Родился в семье железнодорожника. Учился в реформистской теологической академии в Будапеште (1931—1932), затем в Париже (1934—1935) и Глазго. В 1935 г. получил диплом протестантского священника. В 1936—1945 гг. был пастором больницы Bethesda в Будапеште.
После Второй мировой войны, в 1945 г., поступил на государственную службу.
- 1945—1946 гг. — член венгерской делегации на Парижской мирной конференции,
- 1946—1949 гг. — глава секретариата президента Золтана Тильди,
- 1949—1956 гг. — протестантский епископ епархии Тисантули, во время событий 1956 г. подал в отставку,
- 1956—1957 гг. — представитель правительства в Институте культурных отношений,
- 1957 г. — президент института,
- 1958—1961 гг. — первый заместитель,
- 1961—1973 гг. — министр иностранных дел Венгерской Народной Республики, на этот период пришлось понижение статуса дипломатических отношений с США (1956—1969). По личной инициативе пытался стать посредником в урегулировании войны во Вьетнаме, однако эта деятельность не нашла поддержки вьетнамской стороны. Выступил с инициативой о создании Дунайской конфедерации, что вызвало недовольство СССР и предрешило вопрос о его отставке с поста министра,
- 1973—1988 гг. — заместитель председателя Национального собрания Венгерской Народной Республики.

В 1953—1990 гг. избирался членом Национального собрания ВНР, в 1963—1967 гг. — председатель Отечественного Народного фронта ВНР. В 1966—1988 гг. избирался членом ЦК ВСРП.
В 1982—1987 гг. — президент Венгерской ассоциации политических наук.